# 장백의

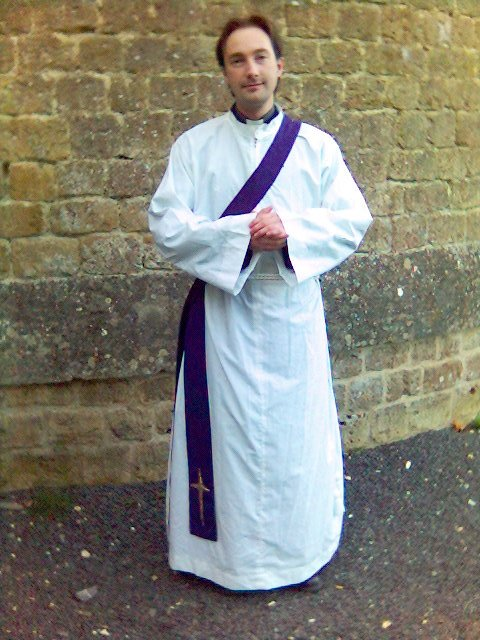
장백의와 띠, 보라색 영대를 함께 입은 부제.

장백의(長白衣, 라틴어: alba)는 기독교의 전례복 가운데 하나이다. 하얀색 아마포를 소재로 만든 것으로 발목까지 내려오는 헐렁한 웃옷을 통상 허리 부분을 띠로 묶어 매는 방식으로 입는다. 고대 로마 사람들이 입었던 수수한 튜닉에서 유래하였다. 중세 유럽 초기에는 일반적으로 재속 사제들이 전례용이 아닌 용도로 입었다.
고대부터 내려온 전례복인 장백의는 일찌감치 기독교인, 특히 성체성사를 집전하는 성직자들에 의해 일찌감치 채택되었다. 오늘날 장백의는 로마 가톨릭교회를 비롯하여 대부분의 기독교 교파에서 예식을 집전할 때 입는 공통된 예복이며, 성직자 외에도 성체 분배권자도 입을 수 있다. 장백의는 수단과 기타 영대, 달마티카 또는 제의와 같은 특별한 의복 위에 입는다. 만약 장백의가 수단의 목을 다 덮지 못하면 장백의 아래에 개두포를 먼저 착용할 것을 필수적으로 한다. 만약 그렇지 않으면 개두포 착용은 마음대로이다. 교회 밖에서도 입으려고 의전사제들과 주교들에 의해 중백의와 소백의 같은 계통의 옷 등 장백의의 단순화가 일어났다. 트리덴티노식 장백의는 대개 레이스와 같이 만들어졌다. 많은 성공회 교구에서는 직사각형의 자수로 장백의를 장식한다.

## 기도문
장백의를 입을 때 바치는 기도문(트리엔트 미사경본)은 아래와 같다.
주님, 저를 깨끗이 씻으소서. 제 마음을 어린양의 피로 깨끗이 씻으시어 저에게 영원한 기쁨을 주소서.
(라틴어: Dealba me, Domine, et munda cor meum: ut, in Sanguine Agni dealbatus, gaudiis perfruat sempiternis)